# Семейный кодекс Российской Федерации
Семейный кодекс Российской Федерации (СК РФ) — основной кодифицированный нормативный правовой акт, регулирующий семейные отношения на территории Российской Федерации. Был принят вместо действовавшего до этого КоБС РСФСР. Семейный кодекс состоит из восьми разделов, двадцати двух глав и 170 статей.

## Правоприменение, изменения и новации
Для использования Семейного кодекса в юридической практике неоднократно выходили Комментарии к нему разных коллективов авторов.
За время действия положения Семейного кодекса получили целый ряд новаций и изменений, связанных с учётом законодателем общественных реалий и заявленным в РФ приоритетом традиционных ценностей. Учитывается появление новых реалий в семейных отношениях, таких как суррогатное материнство и т. д.